# Małkowo
Małkowo (en cachoube: Môłkòwò, en allemand Malkau) - est une localité polonaise de la gmina mixte de Żukowo située dans le  powiat de Kartuzy en voïvodie de Poméranie. Elle se trouve à environ 11 km à l'est de Kartuzy et 18 km à l'ouest de la capitale régionale Gdańsk.

## Géographie

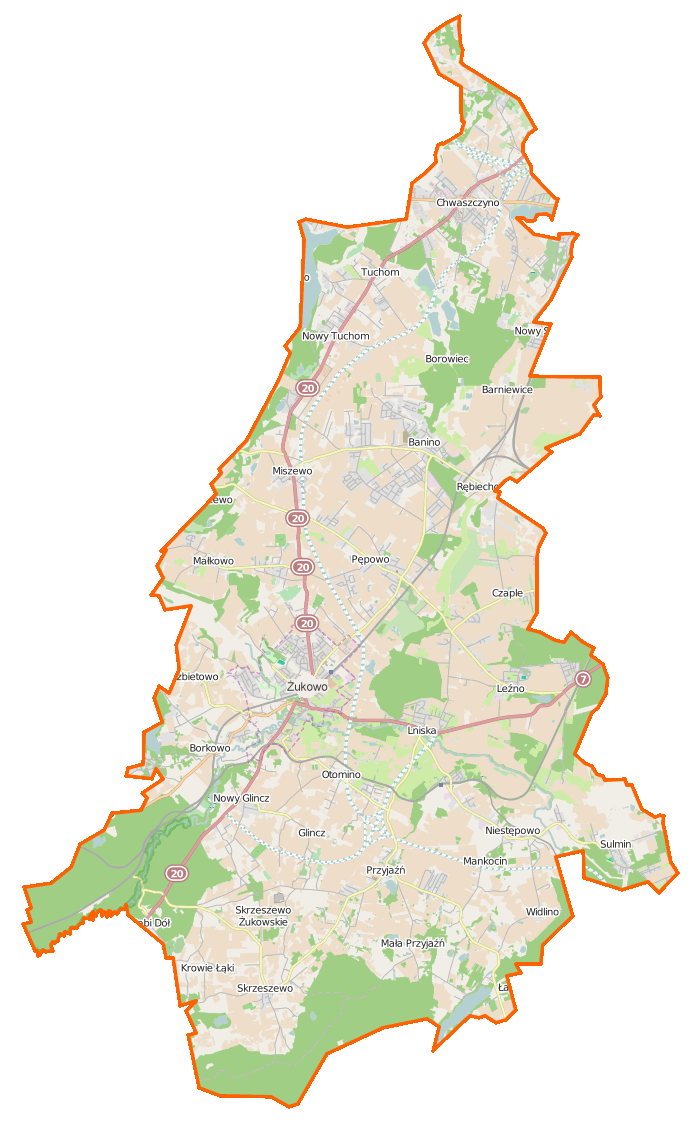
Carte de la gmina de Żukowo.